# Кирик и Јулита
Свети Кирик и Јулита (грч. Κηρύκος, Ἰουλίττα су хришћански светитељи и ранохришћански мученици.
Јулита је била племићког рода. Рано је остала без мужа са својим новорођеним сином Кириком. Живели су у граду Иконији у Ликаонији. Свога сина Кирика је крстила одмах по рођењу, а када му је било три године, научила га је вери и молитви. Када је цар Диоклецијан наредио гоњење хришћана, у граду Иконији, Јулита се са сином склони у град Селевкију. Тамо је Јулита ухваћена и као хришћанка изведена пред судију. Пошто Јулита је тамо храбро исповедила своју веру у Господа Исуса Христа, судија јој узе дете на своје руке и поче га миловати. Но Кирик викаше иза гласа: „ја сам хришћанин, пусти ме матери!" и поче ручицама својим гребати судију одвраћајући своје лице од њега. Судија се расрдио и треснуо Кирика о земљу који се скотрља низ камене степенице и умре. Видећи како Кирик пострада света Јулита беше радосна и заблагодари Богу, што сина њеног удостоји мученичког венца. После многих мука и Јулита би мачем посечена, 304. године.
Мошти светих мученика Кирика и Јулите сматрају се за чудотворне до данашњег дана. Један део моштију ових светитеља налази се у Охриду у цркви св. Богородице Болничке.
Православна црква прославља свете мученике Кирика и Јулиту 15. јула по јулијанском календару.
Посвећен им је Манастир Светих Кирика и Јулите у Смиловцима.